# Francis Peabody Magoun

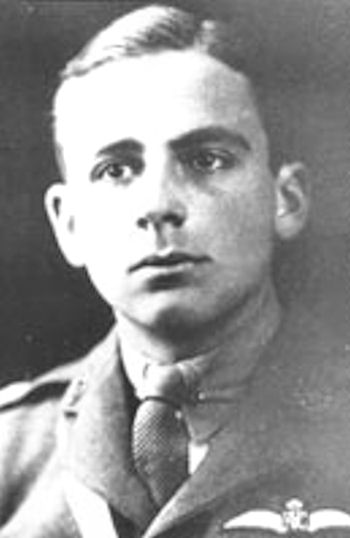
Francis Peabody Magoun, 1918

Francis Peabody Magoun (* 6. Januar 1895 in New York City; † 5. Juni 1979 in Cambridge, Massachusetts) war ein US-amerikanischer Professor für Literatur. Er publizierte über das Mittelalter und die Geschichte des Fußballs und übersetzte einige wichtige Texte.

## Leben
Magoun wurde in einer wohlhabenden Familie in New York City geboren. Seine Eltern waren Francis Peabody Magoun (1865–1928) und Jeanne C. Bartholow (1870–1957). Obwohl er aus den Vereinigten Staaten stammte, diente er der britischen Luftwaffe (Royal Flying Corps, später Royal Air Force) im Ersten Weltkrieg als Leutnant. Ihm wurde im Juni 1918 das Military Cross (MC) verliehen.
Nach seiner Rückkehr in die Vereinigten Staaten 1919 lehrte er Vergleichende Literaturwissenschaften an der Harvard University; während dieser Zeit promovierte er in Philologie mit einer Dissertation im Jahre 1923. 1931 wurde Magoun in die American Academy of Arts and Sciences gewählt.
1937 wurde er Professor für Allgemeine und Vergleichende Literaturwissenschaften, 1951 Professor für Englisch. Er arbeitete noch bis 1961.

## Publikationen
- History of football from the beginnings to 1871. 1938, ISBN 0-384-35060-7.
- Old-English anthology: translations of Old-English prose and verse. 1950.
- Walter of Aquitaine; materials for the study of his legend. 1950.
- Graded Finnish reader. 1957.
- Chaucer gazetteer. 1961.
- Kalevala oder Poems of the Kaleva District. 1963, ISBN 0-674-50000-8.
- The Old Kalevala and Certain Antecedents. 1969, ISBN 0-674-63235-4.

### Übersetzungen
- Francis B. Gummere: Founders of England. 1930.
- Milton Haight Turk: Anglo-Saxon reader. 1930, ISBN 0-674-03650-6.